# عماد مصطفى
عماد مصطفى هو دبلوماسي سوري، ولد في 1952 في دمشق في سوريا شغل منصب سفير سورية لدى الولايات المتحدة والصين، ويشغل حالياً منصب مدير المعهد الدبلوماسي في سوريا.

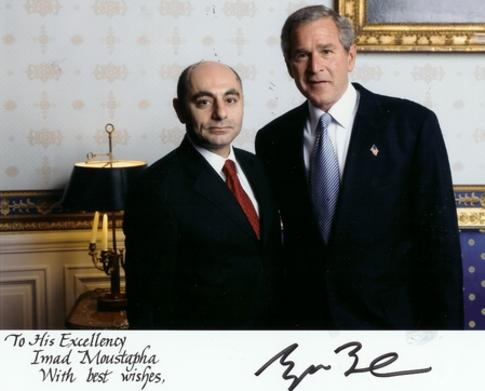
صورته مع الرئيس الأمريكي جورج بوش